# انفجار مدينة الصدر 2018
في 6 حزيران/يونيو 2018، حدث انفجار هائل في حسينية الإمام الحسين في قطاع 10 في مدينة الصدر نتج عن انفجار كدس للعتاد مخزن بشكل غير قانوني في الحسينية.
أدى الانفجار لقتل 18 شخصا وأصيب أكثر من 90. كما تتسبب الحادث عن تهدم مدرسة ابتدائية وعشرات المنازل القريبة، بالإضافة إلى إحداث حفرة قدر قطرها بـ25 مترا.
علما أن الأنباء في البداية قد أشاعت حصول تفجير سيارة مفخخة، لكن تبين أن الانفجار نتج عن أن الذخيرة كانت مخزنة في مسجد، وأن الانفجار وقع خلال نقلها من المسجد إلى سيارة كانت متوقفة على مقربة.
وقد اتهمت سرايا السلام التابعة للتيار الصدري بالتسبب بالانفجار، كون كدس العتاد تابع لهم.